# Anton Burger
Anton Burger, född 19 november 1911 i Neunkirchen, död 25 december 1991 i Essen, var en österrikisk SS-Hauptsturmführer och tjänsteman vid Reichssicherheitshauptamt (RSHA), Tredje rikets säkerhets- och underrättelseministerium. Han var en av Adolf Eichmanns medarbetare.

## Biografi
Burger var efter Anschluss, Nazitysklands annektering av Österrike i mars 1938, verksam vid Rikscentralen för judisk utvandring i Wien, som organiserade fördrivningen av österrikiska judar. Året därpå tjänstgjorde han vid Rikscentralen för judisk utvandring i Prag.
I februari 1943 kommenderades Burger tillsammans med Dieter Wisliceny till Thessaloníki för att där organisera deportationen av makedoniska judar till Auschwitz; omkring 46 000 personer deporterades. I juli 1943 efterträdde Burger Siegfried Seidl som kommendant för koncentrationslägret Theresienstadt. Under Burgers ledning ökade avrättandet av lägerfångar och deportationerna till Auschwitz intensifierades. I mars 1944 ledde Burger från Aten deportationen av omkring 7 000 judar från Korfu och Rhodos.
I slutet av april 1945 flydde Burger till Salzkammergut tillsammans med Adolf Eichmann, Richard Hartenberger, Otto Hunsche, Franz Novak och Alfred Slawik. Burger greps i maj och fördes till ett amerikanskt krigsfångeläger i närheten av Salzburg. Inte förrän 1947 avslöjades han som före detta kommendant för Theresienstadt och dömdes till döden av en domstol i Litoměřice. Burger flydde dock ur fångenskapen kort innan dödsstraffet skulle verkställas. Han greps igen 1951, men flydde på nytt. Han gick under jorden och under olika identiteter, bland annat som Wilhelm Bauer, undkom han upptäckt. Från 1962 till 1974 var Burger anställd vid ett företag i Essen. Därefter levde han som pensionär fram till sin död 1991. I februari 1994 kunde Bayerisches Landeskriminalamt fastslå att Wilhelm Bauer var identisk med Anton Burger.